# 庞普利
庞普利（法語：Pamplie，法語發音：[pɑ̃pli]）是法国德塞夫勒省的一个市镇，属于帕尔特奈区。

## 地理
庞普利（46°32'12"N, 0°26'25"W）面积12.29 平方千米，位于法国新阿基坦大区德塞夫勒省，该省份为法国西部内陆省份，北起曼恩-卢瓦尔省，西接旺代省，南至夏朗德省和滨海夏朗德省，东临维埃纳省。
与庞普利接壤的市镇（或旧市镇、城区）包括：阿洛讷、弗尼乌、莱格罗塞耶、勒勒塔伊、叙兰。

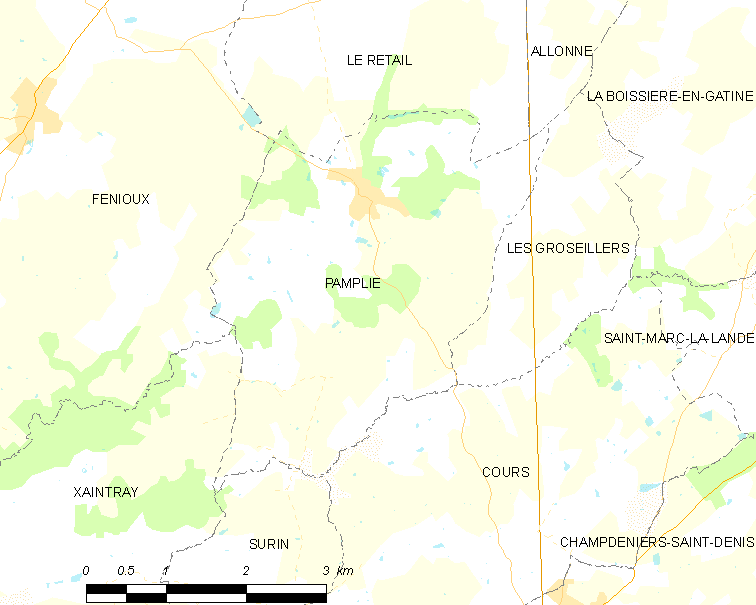
庞普利的OSM定位图

庞普利的时区为UTC+01:00、UTC+02:00（夏令时）。

## 行政
庞普利的邮政编码为79220，INSEE市镇编码为79200。

## 政治
庞普利所属的省级选区为欧蒂兹-埃格赖县。

## 人口

1962-2008年间庞普利人口变化图示

庞普利于2022年1月1日时的人口数量为256人。